# Colin McCahon
Colin John McCahon (Timaru, 1 de agosto de 1919 – Auckland, 27 de mayo de 1987) fue un pintor neozelandés. Junto a Toss Woollaston y Rita Angus, introdujo un aire nuevo en el arte de Nueva Zelanda de principios del siglo XX.

## Biografía
McCahon nació en Timaru, Nueva Zelanda, el 1 de agosto de 1919 en una familia de origen irlandés. Pasó sus primeros años en Dunedin con su madre y después marchó a Oamaru. Pronto mostró interés por el arte, estimulado por el trabajo de su abuelo materno, el pintor y fotógrafo William Ferrier.
Estudió en la escuela primaria de Maori Hill, y más tarde en la Otago Boys' High School. Con 14 años comenzó a asistir a los cursos de Russell Clark los sábados por la mañana, antes de entrar en la escuela de arte de Dunedin (1937–39), donde quedó marcado por el profesor Robert Nettleton Field. Expuso por primera vez en la galería de Otago Art Society en 1939.
Al comienzo de la Segunda Guerra Mundial, McCahon trabajó para algunas industrias de guerra. Acabada la guerra, viajó luego por toda la Isla Sur haciendo trabajos estacionales. Su obra de esta época refleja los lugares que visitó, especialmente la región de Nelson. Sus primeras obras de madurez son pinturas religiosas y de paisajes simbólicos, como The Angel of the Annunciation, Takaka: Night and Day y The Promised Land, creadas en los años inmediatos a la posguerra.
McCahon se casó en 1942 con la artista Anne Hamblett (1915–1993). La boda se celebró en St. Matthew's Church, en Dunedin. Uno de los regalos de boda fue The Geomorphology of New Zealand (1922), de Charles Cotton, que tuvo mucha influencia sobre su obra. McCahon y Hamblett fueron padres de cuatro niñas.

### Carrera
En 1948, McCahon y su familia se trasladaron a Christchurch. Gracias a la generosidad de Charles Brasch (poeta y fundador del periódico literario Landfall), McCahon disfrutó en los meses de julio y agosto de 1961 de una beca en Melbourne para estudiar la pintura en la National Gallery of Victoria.
En mayo de 1953, McCahon y su familia se trasladaron a Titirangi, en las afueras de Auckland, donde adquirió una casa. Por eso, en «esta época, sus paisajes representan playas, el mar, el cielo, la tierra, los barcos y de los árboles kaori. Comenzó a trabajar en la Auckland Art Gallery, primero como agente de entrevistas y finalmente, en abril de 1956, como vicedirector. Contribuyó a la profesionalización de la galería y a las primeras exposiciones y publicaciones volcadas en la historia del arte neozelandés.
Entre abril y julio de 1958, McCahon y su esposa marcharon a Estados Unidos para tomar contacto con las galerías y museos estadounidenses. De los conjuntos como The Wake y los Northland Panels traducen su respuesta inmediata a esta visita, y el desarrollo de su estilo se aceleró durante la década siguiente.

### Enseñanza y exposiciones
En 1960, la familia se instaló en una casa en el centro de Auckland, y en agosto de 1964 McCahon abandonó su plaza en Auckland Art Gallery para dar cursos de pintura en la Elam Art School de la Universidad de Auckland. Estuvo enseñado seis cursos, influyendo en toda una generación de artistas. Durante estos años, McCahon fue reconocido tanto en Nueva Zelanda como internacionalmente. En enero de 1971, abandonó su plaza de enseñante para pintar a tiempo completo. Los años setenta fueron muy productivos, con numerosas exposiciones. Una segunda retrospectiva de su obra se presentó en 1972 en la Auckland Art Gallery (la primera, con Toss Woollaston, había tenido lugar en 1963).

### Últimos años
A finales de la década de 1970, la salud de McCahon comenzó a resentirse a causa de su alcoholismo, incluso a mediados de la siguiente década se le diagnosticó un síndrome de Korsakoff. En 1984, su exposición I Will Need Words fue presentada en el marco de la Bienal de Sídney. Murió el 27 de mayo de 1987 en el hospital de Auckland. Sus cenizas fueron dispersadas el 6 de junio de 1988 sobre el promontorio de Muriwai, al norte de Auckland. Auckland Art Gallery presentó al año siguiente otra retrospectiva, Colin McCahon: Gates and Journeys.

## Estilo y temas
McCahon es conocido sobre todo por sus grandes cuadros con textos religiosos superpuestos. Es también un pintor paisajista, inspirado en parte por los escritos del geólogo neozelandés Charles Cotton (1885-1970).
Se ha hablado de cierto nacionalismo pictórico. hundido en el fondo de la presencia del cristianismo y del pacifismo .

### Influencias
McCahon ha desarrollado su propia versión del expresionismo, con la influencia de Robert Nettleton Field y del expresionismo alemán. Pertenece a la escuela de Dunedin, junto a Rodney Eric Kennedy, Doris Lusk, su esposa Anne Hamblett y Patrick Hayman. El crítico J. D. Charlton Edgar habló de "la primera célula de arte moderno en Nueva Zelanda".
Durante su visita a Estados Unidos en 1958, McCahon conoció de primera mano las pinturas de Barnett Newman, Kazimir Malévich, Jackson Pollock, Mark Rothko, Piet Mondrian y Willem de Kooning. En especial, quedó sorprendido por la obra de Pollock y por las instalaciones de Allan Kaprow. Tras este viaje, su percepción del espacio y de las proporciones cambió, sobre todo en The Northland Panels, ocho carteles en óleo en gran formato (1,80 m).

### Paisajes
Un tema central en la obra de McCahon es el interés por el tema religioso. Sus paisajes, en particular, están impregnados de espiritualidad. Incluso ubica a menudo escenas bíblicas en la Nueva Zelanda contemporánea. Su cuadro Otago Peninsula (1949, colección de la Biblioteca de Dunedin) es la realización de una visión de la niñez inspirada por la península de Otago.
El Museo de Nueva Zelanda (Te Papá Tongarewa) describe sus paisajes como « rudos y vacíos (antes que pintorescos) ». En la serie Necessary Protection, McCahon representa la costa de Muriwai como un lugar de alimento espiritual.

### Palabras
Los grandes formatos de las "pinturas de palabras" combinan las aficiones de McCahon por la religión y la abstracción. En efecto, comenzó a introducir palabras en sus obras durante los años 1940, una evolución a menudo criticada por el público, pero que estimaba necesaria para comunicarse directamente con los que observan su arte.

Portada del documental de Paul Swadel (2004).

## Mc Cahon hoy
La casa de McCahon en Titirangi es hoy un pequeño museo consagrado al pintor y a su familia. Está rodeada de grandes kaoris. Sobre el mismo terreno se encuentra una casa-taller que acoge cada año a tres artistas en su residencia.
El Museo Stedelijk de Ámsterdam le consagró en 2002 una gran retrospectiva, presentándolo como "el primer pintor neozelandés moderno de relevancia internacional". En 2004, Television New Zealand produjo un documental tal a su asunto, Colin McCahon: I Am, realizado por Paul Swadel.